# Pamendanga brunnia
Pamendanga brunnia är en insektsart som först beskrevs av Frederick Arthur Godfrey Muir 1915.  Pamendanga brunnia ingår i släktet Pamendanga och familjen Derbidae. Inga underarter finns listade i Catalogue of Life.